# 非単調論理
非単調論理（ひたんちょうろんり、英: Non-monotonic logic）とは、帰結関係が単調でない論理を意味する。多くの形式論理は単調な帰結関係であり、理論に論理式を追加しても帰結は還元されない。直観的に言えば、単調性とは新たな知識の学習によって既に存在する知識が減ることがないことを意味する。デフォルトによる推論、アブダクション、知識に関する推論、信念更新などの推論は、単調論理では行えない。

## デフォルト推論
デフォルト推論による仮定の例として、「鳥類は通常空を飛ぶ」という仮定がある。この仮定を採用すると、ある動物が鳥類であると判明したとき、他に何も情報がなければ、その動物は空を飛ぶだろうと推測できる。しかし、後でその動物がペンギンであることが判明すれば、この推測は撤回される。この例でわかるように、デフォルト推論をモデルとした論理は単調ではない。デフォルト推論を形式化した論理は2種類に分類される。任意のデフォルトの仮定を扱う論理（デフォルト・ロジック、論駁論理、解集合プログラミング）と、特定のデフォルトの仮定を事実として採用し、その他の未知の事実をデフォルトで偽とみなす論理（閉世界仮説、サーカムスクリプション）である。

## アブダクション
アブダクションとは、既知の事実に対して最もそれらしい説明を導き出す過程である。「最もそれらしい説明」は正しい必要がないため、アブダクションは単調でないと考えられる。例えば、湿った草を見たときの最もそれらしい説明は、「雨が降ったから」というものである。しかし、草が湿った実際の原因がスプリンクラーであることが判明したら、「雨が降ったから」という説明は撤回される。このように新たな知識によって古い説明が撤回されるため、アブダクションは非単調である。

## 知識に関する推論
何かを知らないという事実を含む論理は単調でないと考えられる。というのも、新たな知識を獲得したとき、それを知らないという事実が削除されるからである。このような追加による削除が単調性に反している。このような論理として自己認識論理がある。

## 信念更新
信念更新とは、新たな信念が古い信念と矛盾する場合に信念を更新する過程である。新たな信念が正しいと仮定すると、一貫性を保つために古い信念のいくつかを撤回しなければならなくなる。このため、信念更新に基づく論理は非単調となる。信念更新の手法は矛盾許容論理を代替する手法である。矛盾許容論理では、単調性を優先して一貫性を犠牲にしている。